# Hodge-theorie
In de wiskunde is de Hodge-theorie, vernoemd naar W.V.D. Hodge, een aspect van de bestudering van de algebraïsche topologie van een gladde variëteit M. Meer in het bijzonder houdt de Hodge-theorie zich bezig met de gevolgen voor de cohomologiegroepen van M (met reële coëfficiënten) van de partiële differentiaalvergelijkingtheorie van veralgemeende Laplaciaanse operatoren geassocieerd met een Riemann-metriek op M. 
De Hodge-theorie werd in de jaren 1930 door W.V.D. Hodge ontwikkeld als een uitbreiding van de Rham-cohomologie, en heeft op drie niveaus belangrijke toepassingen: 
- Riemann-variëteiten
- Kähler-variëteiten
- Algebraïsche meetkunde van complexe projectieve variëteiten, en zelfs meer in het algemeen, motieven.

In de initiële ontwikkeling werd M als een gesloten variëteit genomen (dat wil zeggen, compacte en zonder begrenzing). Op alle drie de niveaus was de Hodge-theorie zeer invloedrijk op later uitgevoerd werk. onder andere door Kunihiko Kodaira (in Japan en later, mede onder invloed van de Hermann Weyl, aan de Universiteit van Princeton) en later vele anderen. 